# The Castro

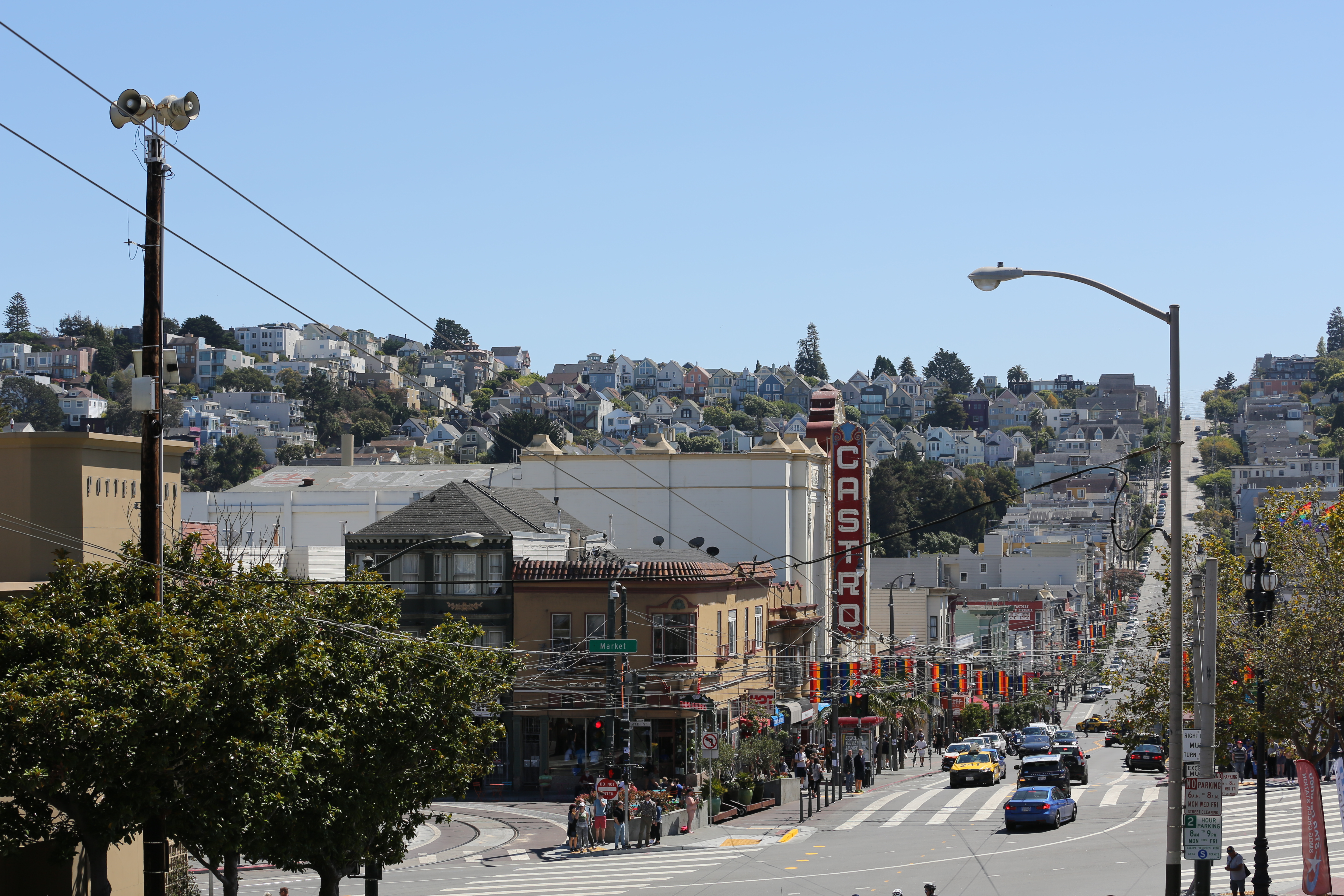
The Castro mit dem Castro Theatre

The Castro ist ein Stadtviertel in San Francisco, das das Lesben- und Schwulenviertel der Stadt bildet.

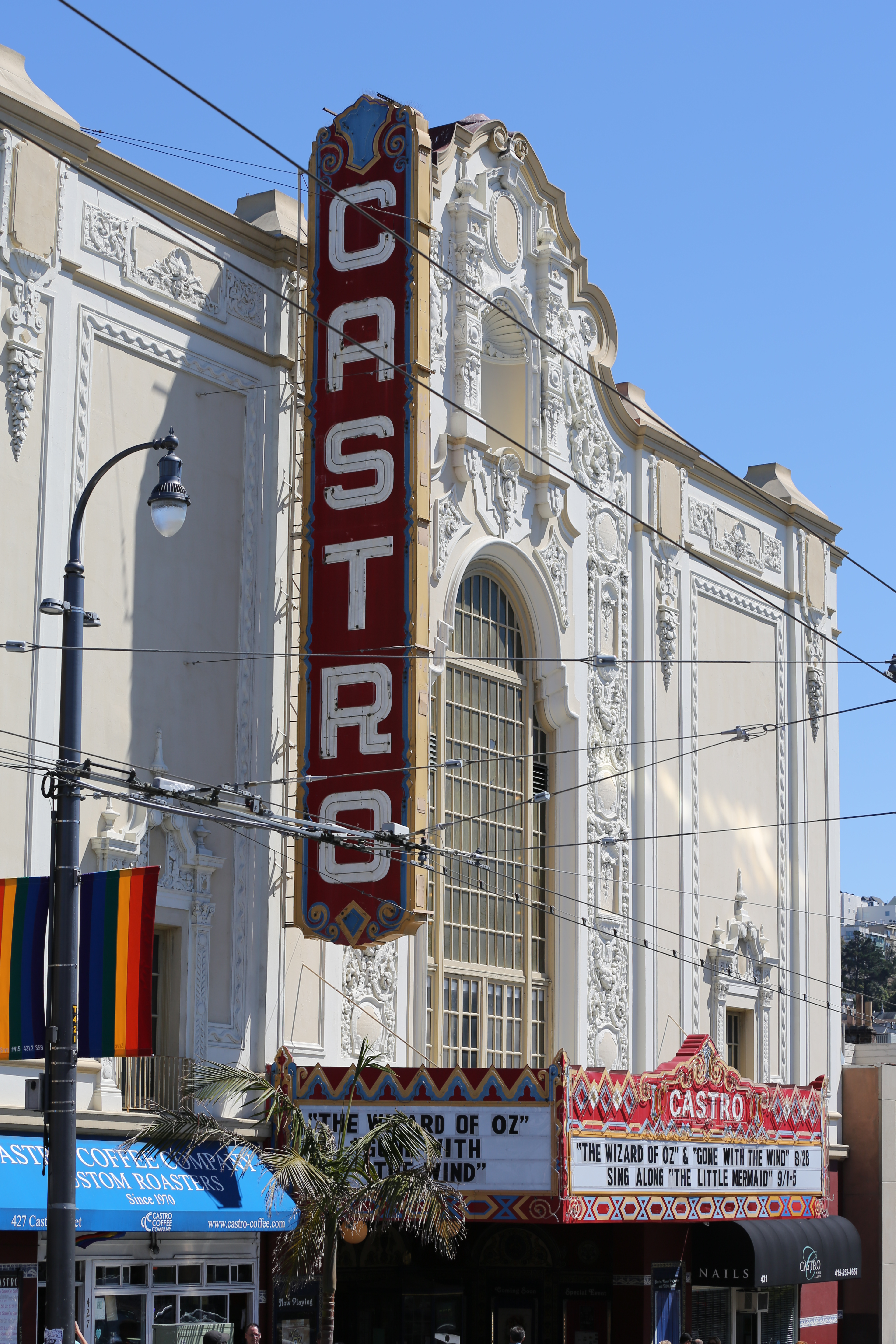
The Castro Theatre

## Geografische Lage
The Castro erstreckt sich in der Castro Street von der Market Street bis zur 19. Straße. In der Market Street erstreckt es sich bis zur Church Street und in der 18. Straße auf beiden Seiten der Castro Street von der Sanchez Street bis zur Eureka Street. Die Castro Street selbst führt weiter durch das Noe Valley, kreuzt das Geschäftsviertel der 24. Straße und endet einige Blocks weiter im Glen-Park-Viertel
The greater Castro umfasst weitere Wohngebiete. Es ist durch das Mission District, Noe Valley, Twin Peaks und Haight-Ashbury begrenzt. Darüber hinaus wird in einigen Fällen auch Duboce Triangle und Dolores Heights dazu gezählt, wo ebenfalls viele Homosexuelle wohnen.

## Name

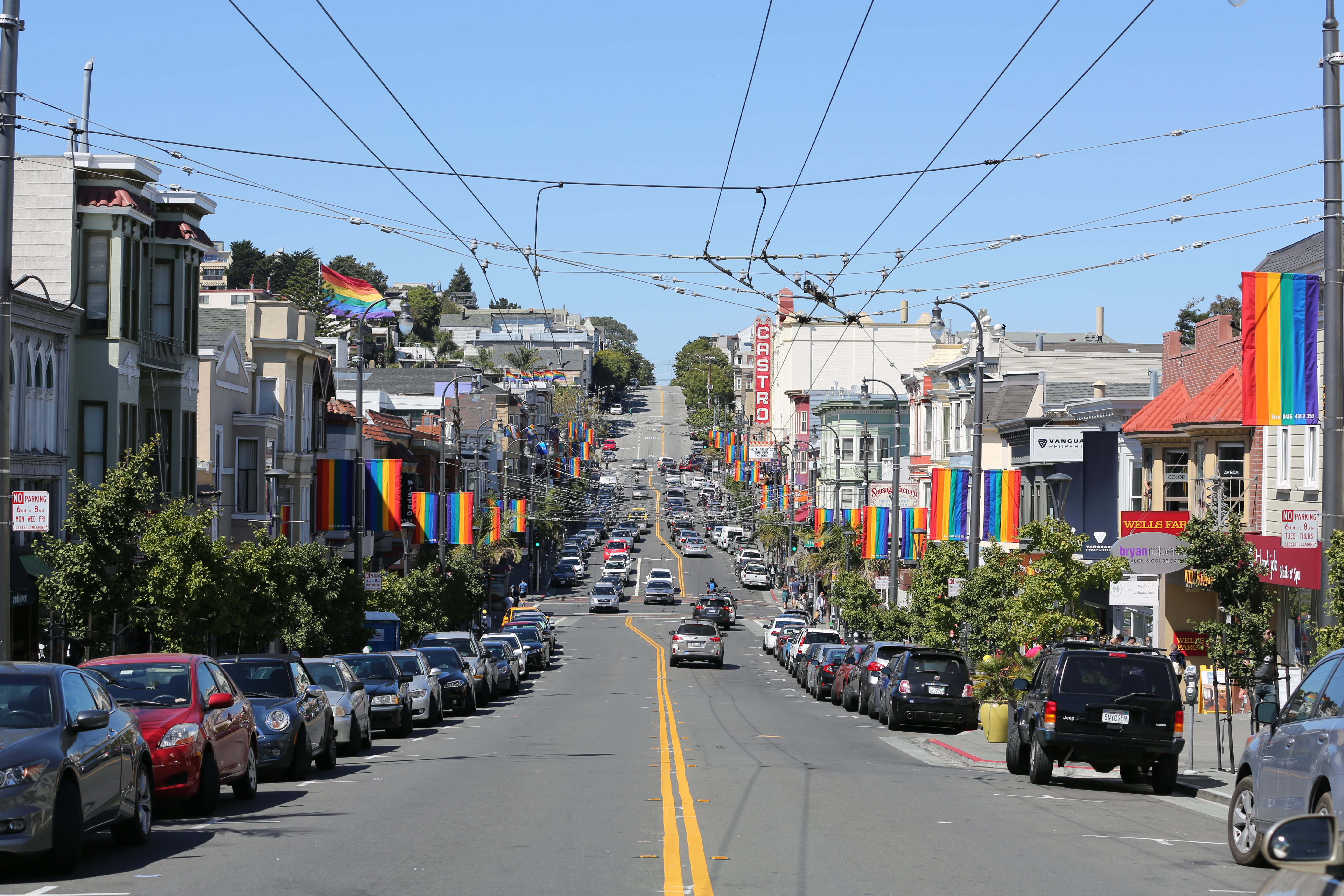
The Castro

Das nach der Castro Street benannte und dort liegende Castro Theatre, ein historisches Kino, war namensgebend für das Viertel. Es ist nach Joaquin Isidro de Castro benannt, einem Soldaten, der an der von Juan Bautista de Anza geführten Expedition nach Kalifornien teilnahm. Das Castro Valley in der East Bay ist nach dessen Sohn Don Francisco María Castro benannt.

## Geschichte

### Anfänge
The Castro entstand 1887, als die Market Street Cable Railway verlängert wurde und das damals Eureka Valley genannte Viertel mit dem Stadtzentrum verband.
Von 1910 bis 1920 war das Viertel als Little Scandinavia bekannt, weil viele Leute schwedischer, norwegischer und finnischer Herkunft hier lebten. Ein finnisches Badehaus aus dieser Zeit lag bis 1986 hinter dem Cafe Flore an der Market Street. Das Cove on Castro hieß damals noch The Norse Cove. Die skandinavische Gewerkschaft der Seeleute war in der Gegend ansässig und die schwedisch-amerikanische Halle steht immer noch hier. An vielen Gebäuden entlang der Market Street zwischen der Castro Street und der Church Street ist der skandinavische Fachwerk-Stil zu erkennen. Mama's Bank Account (Mamas Bankkonto), ein Roman von Kathryn Forbes, beschreibt das Leben der norwegischen Immigranten an der Castro Street um 1910. Das Buch wurde 1948 unter dem Titel I Remember Mama mit Irene Dunne in der Hauptrolle verfilmt.
Zwischen 1930 und 1960 war der Castro District ein Viertel irischstämmiger Arbeiter.

### Schwulenviertel

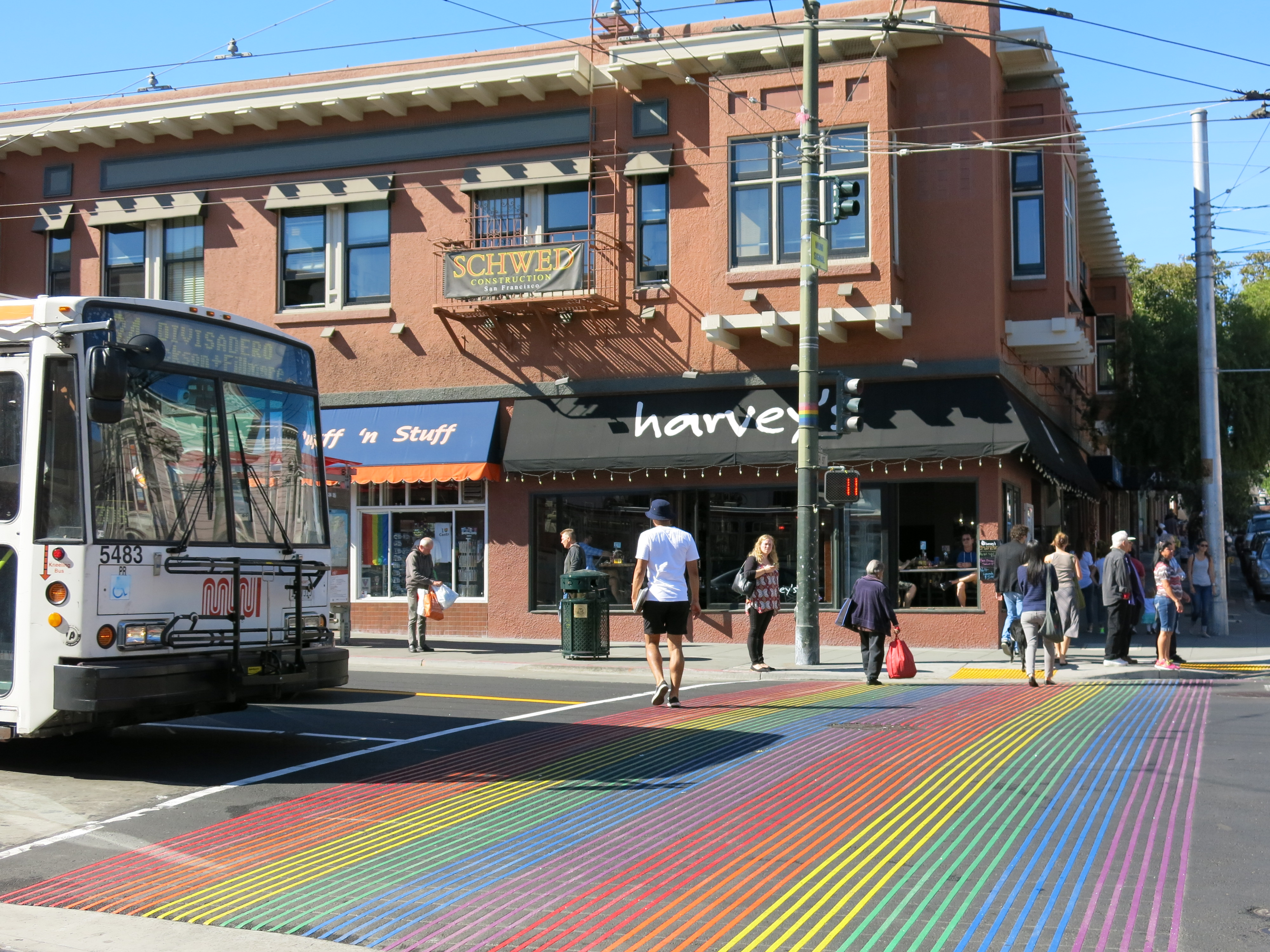
Castro Street, Fußgängerübergang in Regenbogenfarben, seit Okt. 2014

Nach dem Summer of Love 1967 im benachbarten Haight-Ashbury wurde das Castro-Viertel zum Schwulenviertel. Der Summer of Love brachte zehntausende Jugendliche der Mittelklasse aus den gesamten Vereinigten Staaten nach San Francisco. Das Viertel wurde nun in Anlehnung an das sehenswerte Kino an der Ecke Castro Street/Market Street in The Castro umbenannt.
In den 1970ern war ein Kleidungsstil im Castro-Viertel in Mode, der als Castro Street Clone bezeichnet wurde und dem Gebiet den Übernamen Clone-Canyon einbrachte. Ein Castro Street Clone trug meistens Lederstiefel, Levi’s 501, bei warmem Wetter ein T-Shirt und bei kaltem eine Lederjacke. Die Vollbärte der Hippies wurden durch die Oberlippenbärte der Schwulen abgelöst.
Im Jahr 1975 eröffnete Harvey Milk einen Fotoladen an der Castro Street. Er setzte sich politisch für Homosexuellenrechte ein und trug damit zum Ruf von The Castro als schwuler Distrikt bei. Viele bekannte Clubs und Bars wie die Corner Grocery Bar, The Norse Cove, das Pendulum und The Elephant Walk trugen zu pulsierendem Nachtleben bei.
1979 kam es nach Protesten wegen des extrem milden Urteils gegen den ehemaligen Stadtverordneten Dan White, der Bürgermeister George Moscone und den Stadtverordneten Harvey Milk erschossen hatte, zu den „White Night Riots“, bei denen Schwulenbars durch die örtliche Polizei verwüstet wurden.
In den 1980er-Jahren wurde das Viertel massiv von der AIDS-Krise getroffen. Die Stadtbehörden schlossen viele öffentliche Bäder und Saunen und lancierten Kampagnen, um die Weiterverbreitung der Krankheit zu verhindern. Seither werben viele Geschäfte an der Castro Street für Safer Sex und HIV-Tests.

## Sehenswürdigkeiten
- Castro Theatre

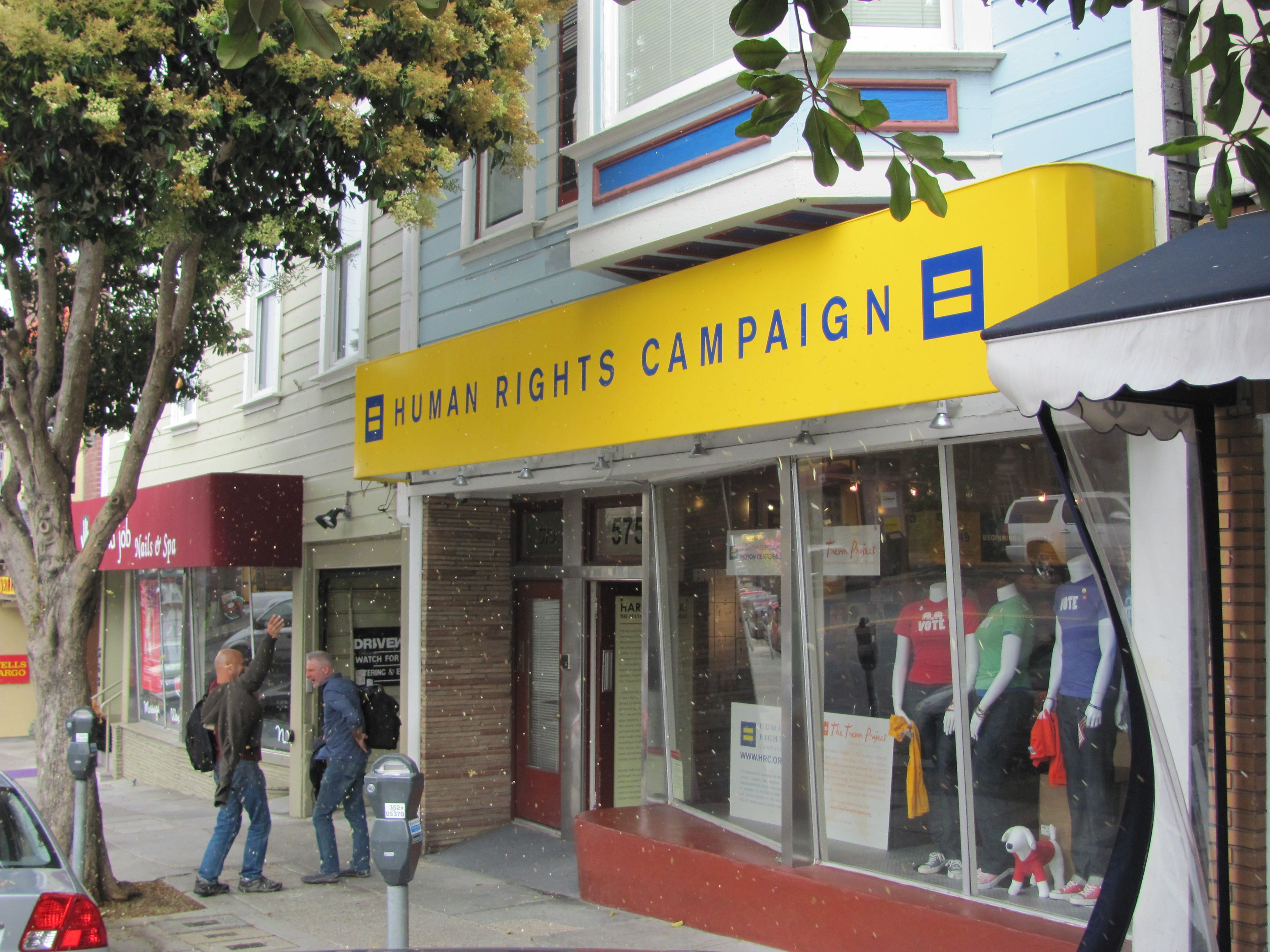
Harvey Milks Fotoladen, heute: Geschäftsstelle der Human Rights Campaign

- Harvey Milk Plaza mit Gedenkstätte
- Pink Triangle Park and Memorial, 17. Straße / Market Street, mit Gedenkstätte für die schwulen Opfer des Nationalsozialismus
- Harvey Milks Fotoladen, 575 Castro St., heute: Geschäftsstelle der Human Rights Campaign
- GLBT History Museum, 4127 18th Street, Museum zur Geschichte der Schwulen und Lesben[2]

## Feste und Festivals
- Castro Street Fair
- Pink Saturday

## Demografische Daten
Im November 2000 publizierte die Noe Valley Voice folgende Statistik für den Stadtdistrikt 8, welcher Noe Valley, Diamond Heights, Glen Park, Twin Peaks, Corona Heights, Duboce/Reverse Triangle und Castro/Dolores Heights umfasst. Die Zeitung zitierte aus einer 1999 durch David Binder Research (ein lokales Meinungsforschungsinstitut) durchgeführten Befragung von registrierten Wählern.
- Amerikaner europäischen Ursprungs: 81 %
- Alter 30–49: 54 %
- Männer: 58 %
- Heterosexuell: 59 %
- Mieter: 55 %
- Akademiker: 71 %
- Demokraten: 72 %
- Republikaner: 12 %
- Mit Religionszugehörigkeit: 56 %
- Keine Religionszugehörigkeit: 40 %